# Kakava
A Kakava a törökországi romák ünnepe. Származási helye a törökországi Kelet-Trákia.

## Események
Az a hiedelem, hogy egy Megváltó, Baba Fingo jön, és megmenti őket, rendkívül fontos a törökországi romanlárok roma folklórjában. Feltételezik, hogy Baba Fingo az ókori Egyiptom hadseregében a fáraó csapatainak parancsnoka volt.
A török romák május 5-ről 6-ra virradó éjszaka ereszkednek le a Tundzsa folyó partjára, amikor úgy tartják, hogy a múltban a „Mentőesemény” megtörtént. Gyertyát helyeznek a folyóba, és megmossák a kezüket, az arcukat és a lábukat a vízben, a csodás nap emlékére. Az öröm fő forrása a Megváltó, Baba Fingo halhatatlansága. Törökül egy mondás: Baba Fingo Gelecek, Bütün Dertler Bitecek (Amikor Fingo atya eljön, minden bajnak vége lesz). Ezután boldogságban, önfeledtem szórakoznak.

## A Kakava Törökországban

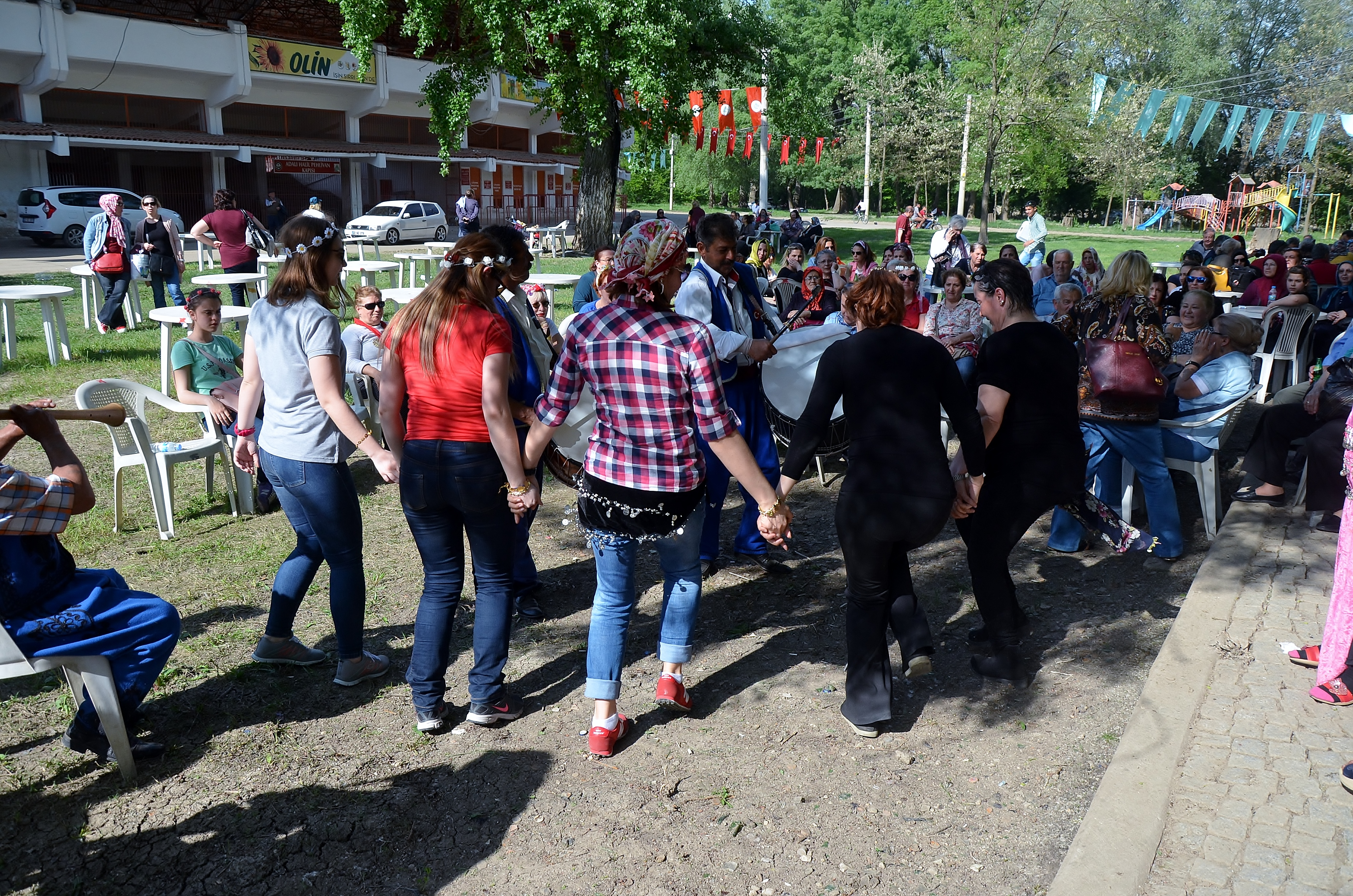
Roma zenére táncolnak 2015-ben Edirnében

Törökország nyugati városában, Edirnében a Kakavát rendszeresen ünneplik. A Kakava ünnepe Edirnében nemzetközi fesztivál formájában valósul meg, amelyet Edirne kormányzója és polgármestere is támogat. A Kakava fesztivál hivatalos része Sarayiçiben zajlik, ahol minden évben megrendezik a hagyományos Kırkpınar Güreşleri olajbirkózó versenyt. Miután meggyújtották a máglyát, a kihívásban résztvevőknek azt át kell ugraniuk. Zene szól és hastánc is szórakoztatja a jelenlévőket. A hivatalos rész azután ér véget, hogy a mintegy 5000 résztvevőnek kiosztják a rizsételt és piláfot. Az ünneplés másnap hajnalban folytatódik a Tundzsa folyó partján.

## Fordítás
- Ez a szócikk részben vagy egészben  a   Kakava című angol Wikipédia-szócikk fordításán alapul.  Az eredeti cikk szerkesztőit annak laptörténete sorolja fel. Ez a jelzés csupán a megfogalmazás eredetét és a szerzői jogokat jelzi, nem szolgál a cikkben szereplő információk forrásmegjelöléseként.